# 돌멩이 (영화)
《돌멩이》는 2020년에 개봉한 대한민국의 영화이다.

## 줄거리
- 다정한 이웃과 친한 친구들이 있는 마을에서 정미소를 운영 하고 있는 석구는 8살 정도의 지능을 가진 30대 청년이다. 마을 잔치에서 소매치기로 오해를 받게 된 가출소녀 은지를 본 석구는 진짜 범인을 찾아내고 둘은 서로에게 보호자 겸 친구가 되기로 한다. 은지를 보호하고 있던 쉼터의 김선생은 둘 사이의 우정이 위험할 수 있음을 걱정하지만, 석구를 보살피던 성당의 노신부는 그저 둘을 지켜보자며 김선생을 안심시킨다. 어느 날 밤, 석구의 정미소에 혼자 있던 은지에게 예기치 못했던 사고가 일어나고 그것을 목격한 김선생은 석구를 경찰에 신고하기에 이르는데… “정말 니가 그랬어?”

## 캐스팅
- 김대명 : 윤석구 역
- 송윤아 : 김선생 역
- 김의성 : 노신부 역
- 전채은 : 장은지 역
- 이중옥 : 용덕 역
- 김진곤 : 경준 역
- 한수현 : 진환 역
- 이민영 : 큰수녀 역
- 한겸 : 작은수녀 역
- 김서원 : 마트점장 역
- 김준희 : 용이 역
- 한가온 : 동민 역
- 유나 : 다빈 역
- 허율 : 고은 역
- 서진원 : 면장 역
- 기연호 : 마을원로1 역
- 이명식 : 마을원로2 역
- 손성찬 : 지구대장 역
- 박재철 : 쓰리꾼 역
- 송창현 : 병원 경비1 역
- 김효준 : 병원 경비2 역
- 김경열 : 병원 경비3 역
- 이태규 : 형사 역
- 이종운 : 재판장 역
- 김광현 : 검사 역
- 양소민 : 여의사 역
- 박영복 : 트럭기사 역
- 한서인 : 유치원 선생님 역
- 박지연 : 상담사 역
- 신나리 : 노래방 도우미1 역
- 권유진 : 노래방 도우미2 역
- 장혜리 : 정신과 전문의 역
- 김경선 : 시민단체 간사 역
- 윤태희 : 석구 엄마 역
- 윤성원 : 버스기사 역
- 조은 : 간호사1 역
- 민영 : 간호사2 역
- 장진영 : 전례자 역
- 송창규 : 인부 역
- 박라윤 : 쉼터 소녀1 역
- 엄채윤 : 쉼터 소녀2 역
- 유현서 : 쉼터 소녀3 역
- 신채이 : 쉼터 소녀4 역
- 유서진 : 쉼터 소녀5 역
- 이연경 : 쉼터 소녀6 역
- 김미진 : 쉼터 소녀7 역
- 황현태 : 은지 아빠 역
- 김건 : 어린 석구 역
- 한성혁 : 중학생 석구 역
- 김아인 : 어린 은지 역

## 수상
- 2018년 제23회 부산국제영화제 후보 한국영화의 오늘 - 파노라마
- 2021년 제41회 황금촬영상 심사위원 특별상 김대명

## 같이 보기
- 2020년 대한민국의 영화 목록